# Métal Hurlant
Métal Hurlant è una rivista di fumetti francese di genere fantastico, fantascientifico e horror, creata nel dicembre del 1974 dagli Les Humanoïdes Associés, ovvero gli artisti Jean Giraud e Philippe Druillet insieme allo scrittore e giornalista Jean-Pierre Dionnet e al direttore finanziario Bernard Farkas. La rivista è stata pubblicata negli Stati Uniti dalla National Lampoon con il titolo di Heavy Metal.

## Storia editoriale
La prima rivista usciva con cadenza trimestrale ed era composta da 68 pagine, di cui solo 18 erano a colori. Ospitava le creazioni di Moebius e Druillet, ovvero i noti personaggi di Arzach, Gail e Lone Sloane; più tardi pubblicò altri artisti come Alejandro Jodorowsky, Enki Bilal, Caza, Alain Voss, Bernie Wrightson, Milo Manara, Frank Margerin e anche collaborazioni con autori di fumetti esteri come Richard Corben.
Métal Hurlant divenne bimestrale con il numero 7 e con il numero 9 divenne mensile. Oltre ai fumetti la rivista conteneva anche articoli su libri e film di fantascienza, così come articoli sulla musica e sui videogiochi. La sua complessa grafica venne enfatizzata, così come le storie surreali e l'animazione delle immagini. Métal Hurlant fu considerata una delle prime espressioni adulte del fumetto. Cessò le sue pubblicazioni nel 1987, mentre la versione statunitense non ha mai fermato le sue pubblicazioni.
Métal Hurlant ricominciò a essere pubblicato dalla Humanoids Publishing nel luglio 2002 in francese, inglese, spagnolo e portoghese, guidata da Fabrice Giger da Los Angeles. Questa riedizione della rivista cessò con il numero 14 del novembre-dicembre 2004.
Métal Hurlant fu pubblicato anche in Italia, il primo numero uscì nel marzo 1981 per le "Edizioni Nuova Frontiera", direttore era Arturo G. Bernacchi. Le pubblicazioni continuarono almeno sino al maggio del 1983. A partire dalla rivista italiana furono pubblicati inoltre quattro Métal Extra monografici, dodici titoli della Collana Umanoidi e tre Métal Hurlant Presenta.

## Autori pubblicati
Alcuni degli autori pubblicati:
- Ab'Aigre
- Alain Voss
- Alejandro Jodorowsky
- Bernie Wrightson
- Caza
- Enki Bilal
- Frank Margerin
- Jean 'Moebius' Giraud
- Milo Manara
- Philippe Druillet
- Richard Corben

## Storie
Tra le storie pubblicate sulla rivista Métal Hurlant vi sono:
- 1996 di Chantal Montellier
- Arzach di Moebius (Jean Giraud)
- Druuna di Paolo Eleuteri Serpieri
- Exterminator 17 di Jean-Pierre Dionnet (testi) ed Enki Bilal (disegni)
- Fragile di Stefano Raffaele
- Jeremiah di Hermann Huppen
- Kraken di Antonio Segura (testi) e Jordi Bernet (disegni)
- The Long Tomorrow di Dan O'Bannon (testi) e Jean Giraud (disegni)
- Lone Sloane di Philippe Druillet
- Milady nel 3000 di Magnus
- The Zombies That Ate the World (Les Zombies qui ont mangé le monde) di Guy Davis e Jerry Frissen

## Adattamenti
In riferimento alla controparte della rivista americana (Heavy Metal) vennero prodotti due film animati:
Heavy Metal (1981) e Heavy Metal 2000 (2000) (inedito in Italia). Di quest'ultimo film venne realizzato anche un videogioco intitolato Heavy Metal: F.A.K.K.².
Alcuni dei titoli della rivista francese Métal Hurlant sono stati trasposti anche in altri media. 
Nel 2012 venne prodotta per la televisione francese una serie antologica di due stagioni chiamata Métal Hurlant Chronicles, inedita in Italia.

## Intitolazioni
Alla rivista fu intitolata una via di arrampicata di 500m 6b+ max (6b obb) all'Eldorado (Grimselpass), in Svizzera, aperta dai fratelli Remy negli anni ottanta.